# Lista gatunków z rodzaju Casearia
Lista gatunków z rodzaju Casearia Jacq. – lista gatunków rodzaju roślin należącego do rodziny wierzbowatych (Salicaceae). Według The Plant List w obrębie tego rodzaju znajduje się 217 gatunków o nazwach zweryfikowanych i zaakceptowanych, podczas gdy kolejne 54 taksony mają status gatunków niepewnych (niezweryfikowanych).
Lista gatunków
- Casearia aculeata Jacq.
- Casearia acuminata DC.
- Casearia adiantoides Sleumer
- Casearia aequilateralis Merr.

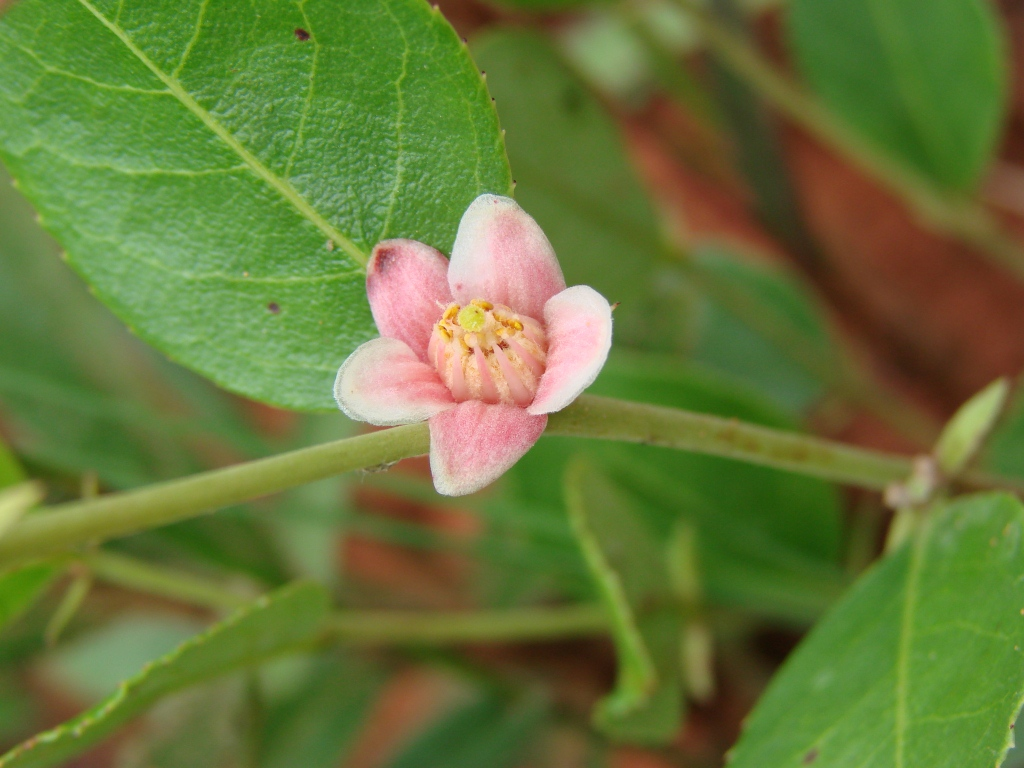
Casearia altiplanensis

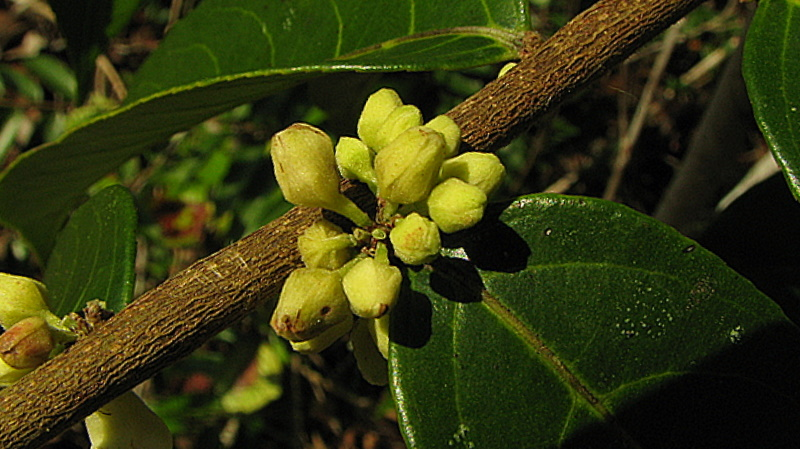
Casearia arborea

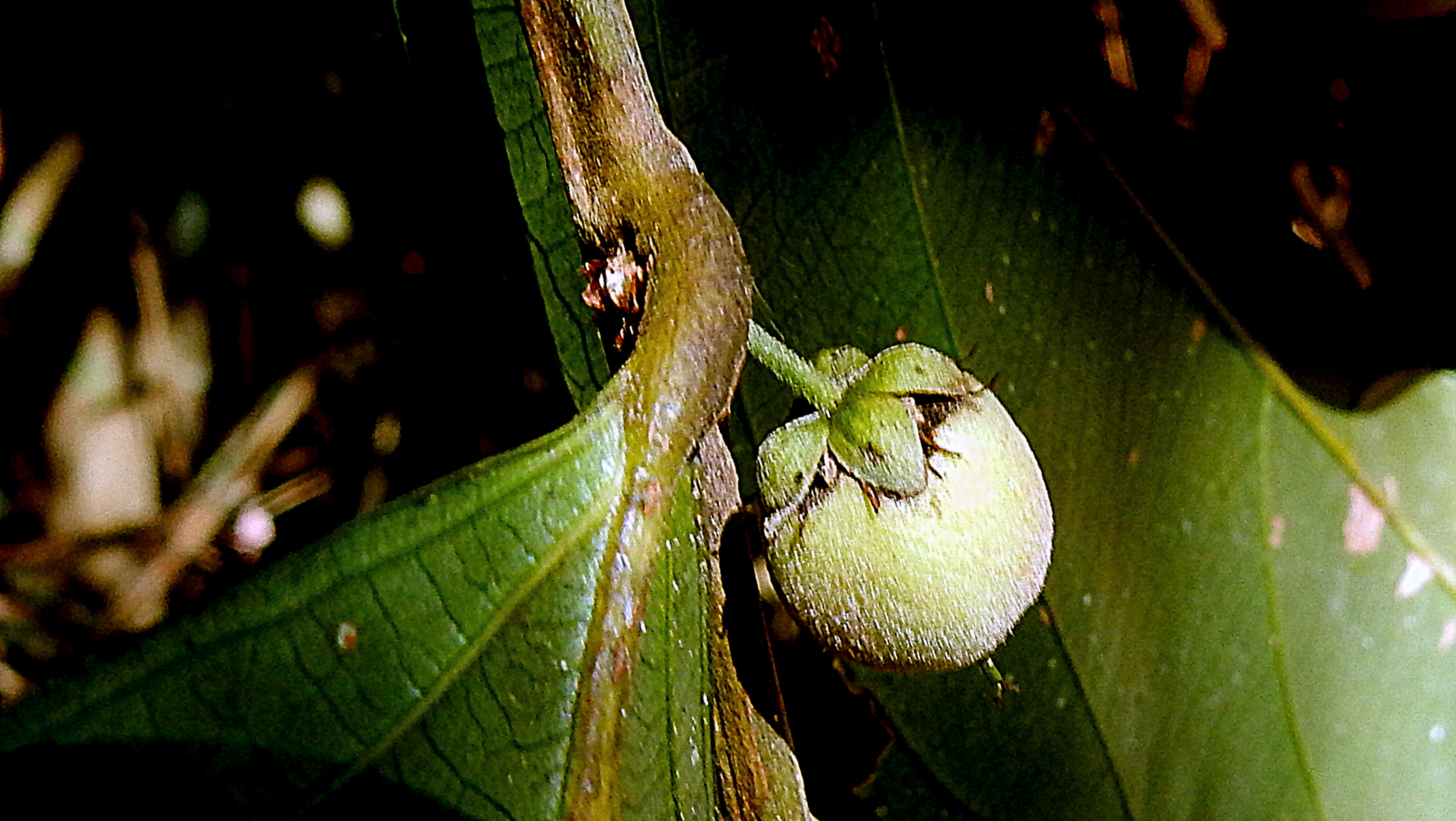
Casearia commersoniana

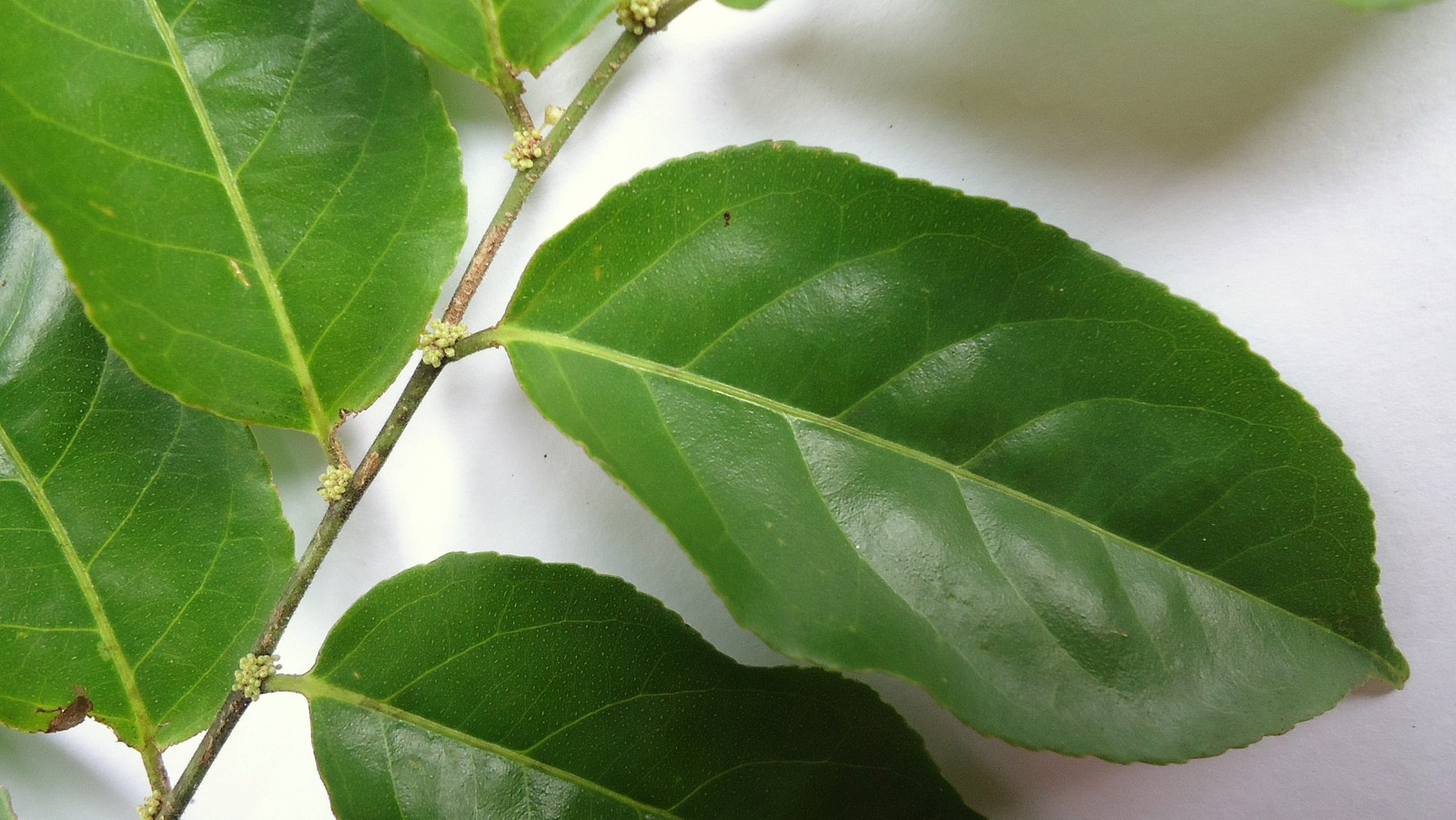
Casearia decandra

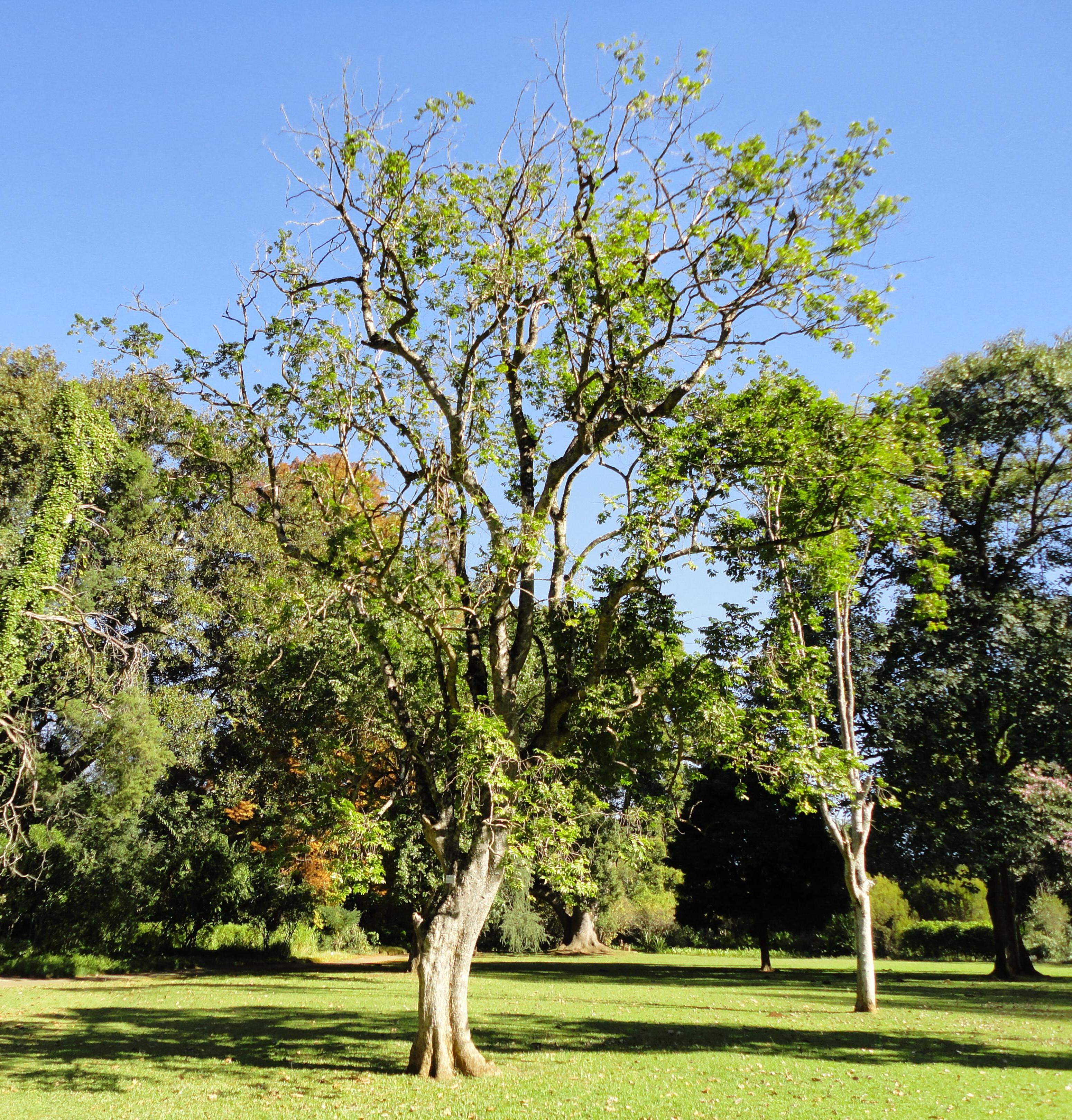
Casearia gladiiformis

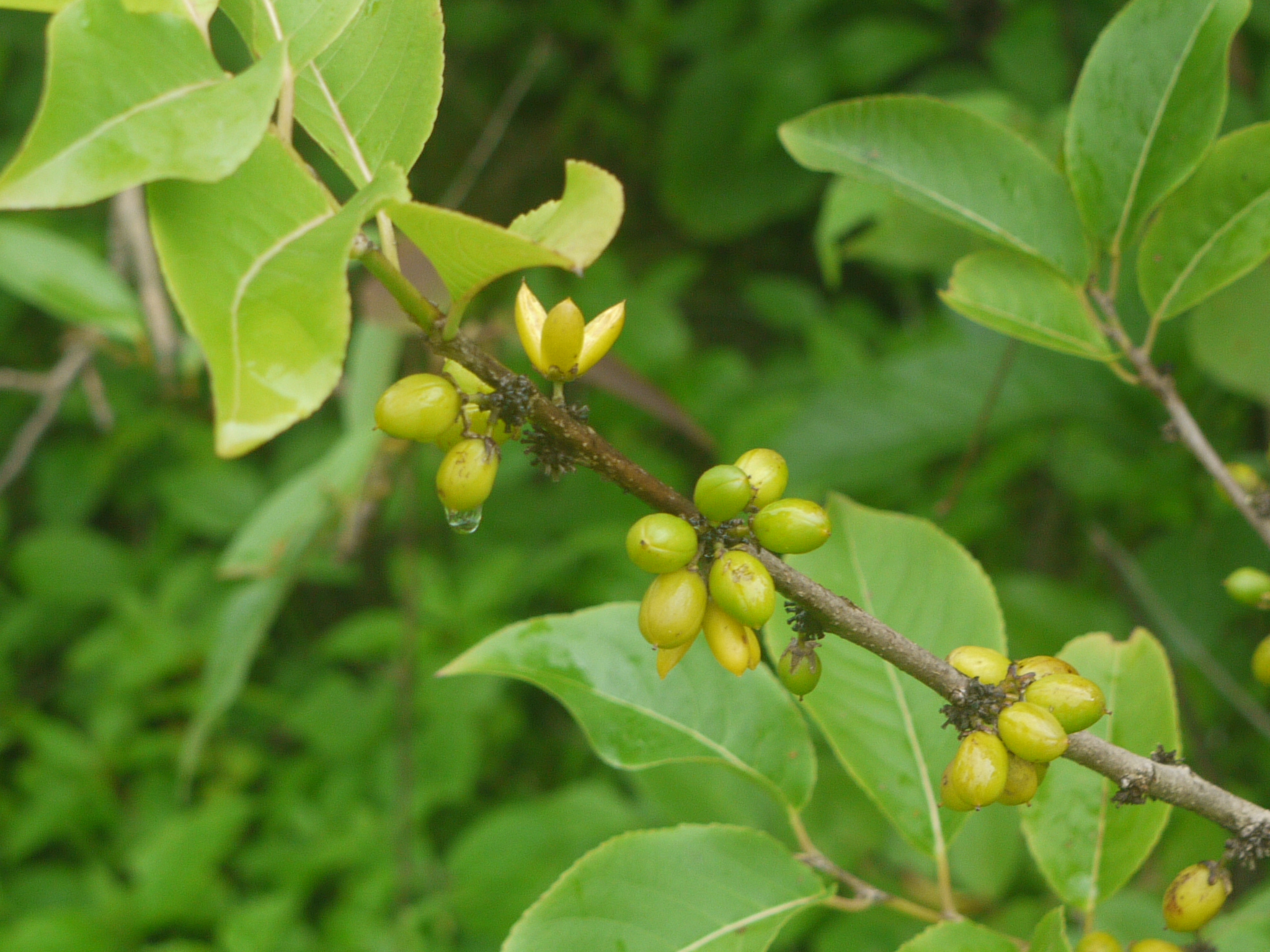
Casearia graveolens

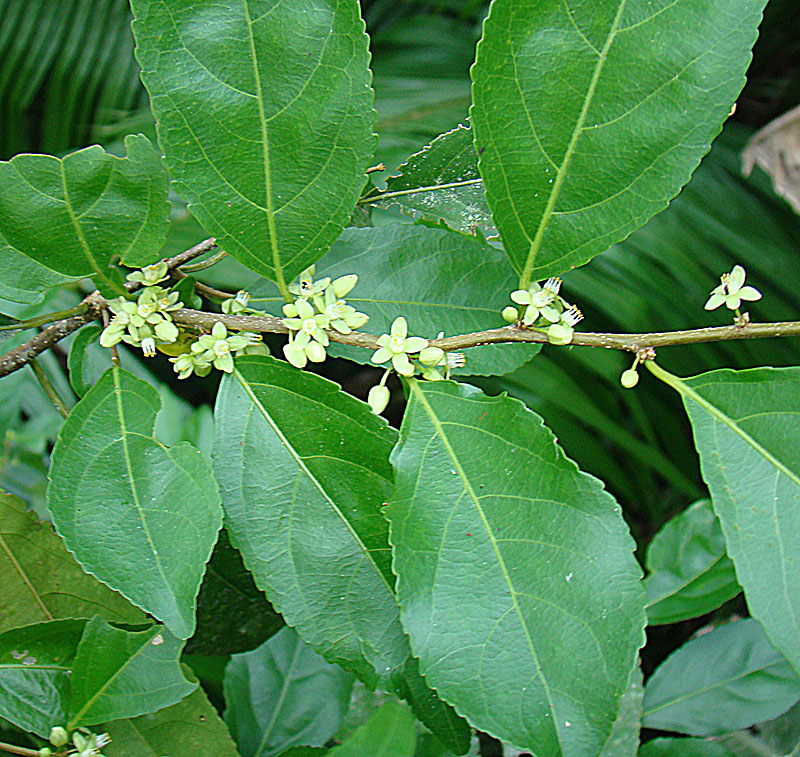
Casearia guianensis

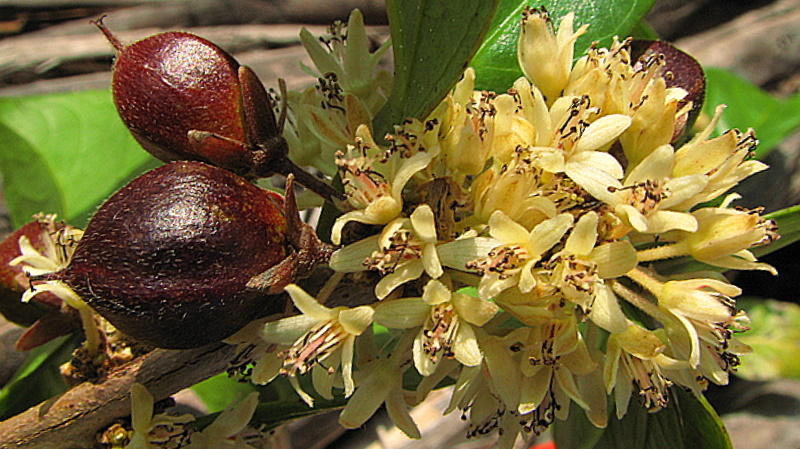
Casearia javitensis

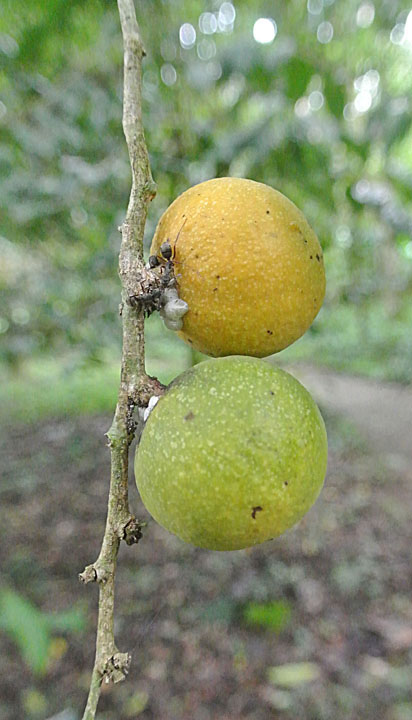
Casearia obovalis

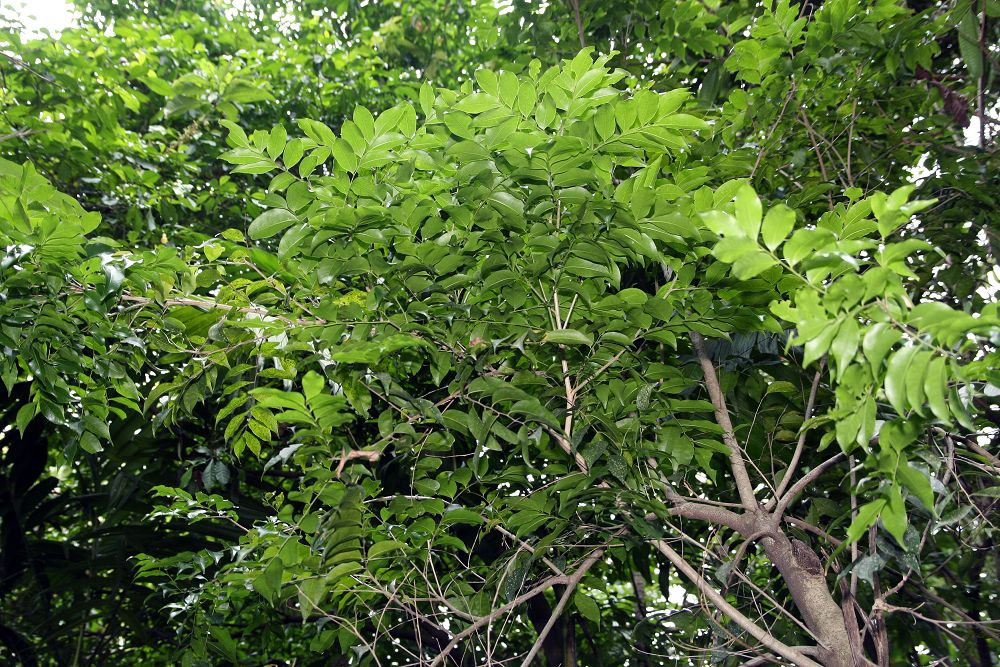
Casearia sylvestris

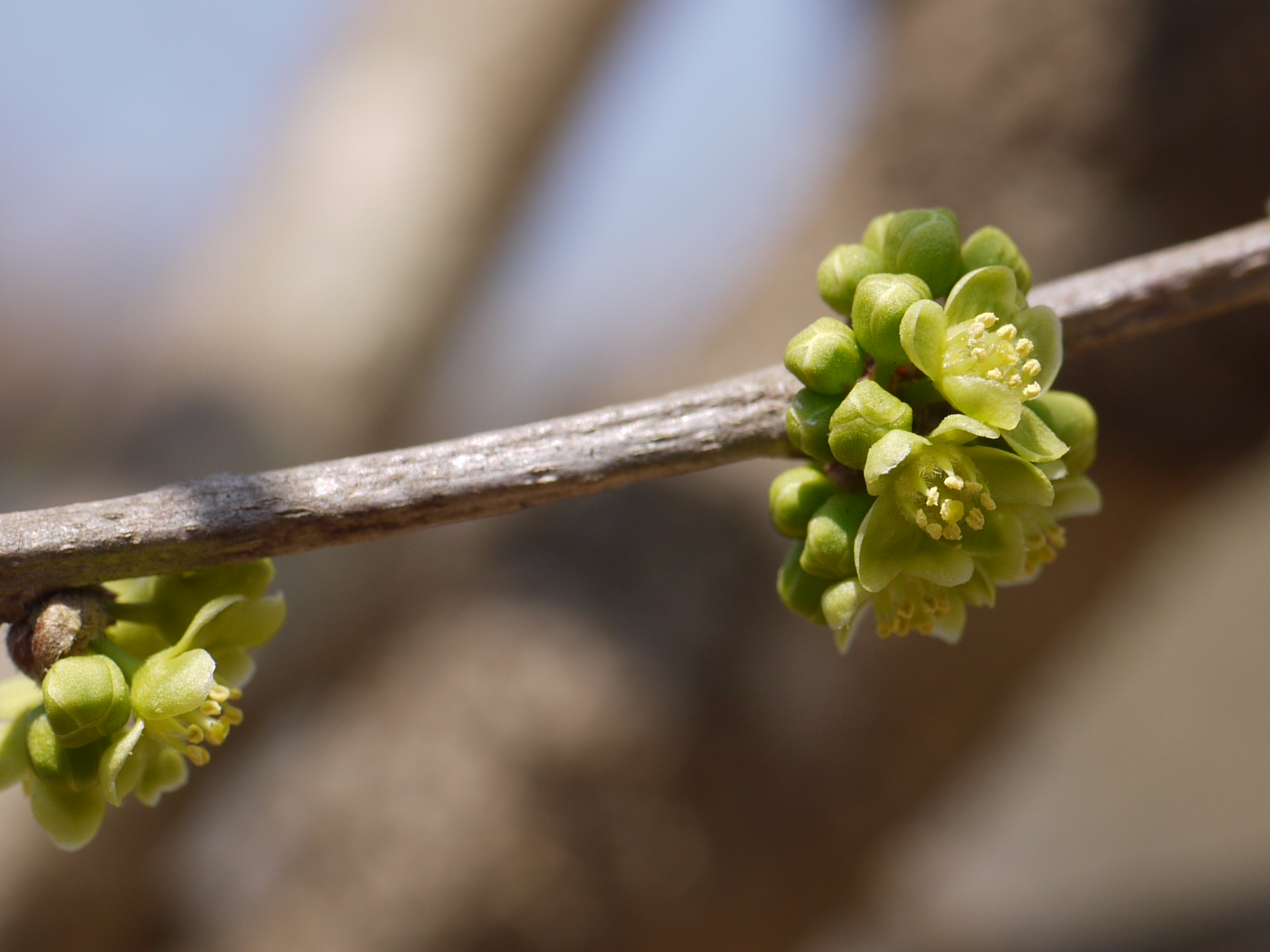
Casearia tomentosa

- Casearia albicans Wall. ex C.B.Clarke
- Casearia altiplanensis Sleumer
- Casearia amplectens Sleumer
- Casearia amplissima Tul.
- Casearia andamanica King
- Casearia angiensis Sleumer
- Casearia angustifolia A.C.Sm.
- Casearia anisophylla Gilg
- Casearia annamensis (Gagnep.) Lescot & Sleumer
- Casearia aquifolia (Griseb.) Sauv.
- Casearia arborea (Rich.) Urb.
- Casearia archboldiana Sleumer
- Casearia arfakensis Sleumer
- Casearia arguta Kunth
- Casearia astyla Turcz.
- Casearia atlantica Sleumer
- Casearia auriculata Sleumer
- Casearia bahiensis Sleumer
- Casearia balansae Gagnep.
- Casearia barteri Mast.
- Casearia bartlettii Lundell
- Casearia battiscombei R.E.Fr.
- Casearia berberoidia Rusby
- Casearia bissei J.E.Gut.
- Casearia bourdillonii Mukh.
- Casearia brassii Sleumer
- Casearia brideliifolia Sleumer
- Casearia brunneostriata Gilg
- Casearia buelowii Whistler
- Casearia cajambrensis Cuatrec.
- Casearia calciphila C.Y.Wu & Y.C.Huang ex S.Y.Bao
- Casearia calva Craib
- Casearia capitellata Blume
- Casearia carrii Sleumer
- Casearia catharinensis Sleumer
- Casearia cauliflora Volkens
- Casearia celastroides Klotzsch
- Casearia clarkei King
- Casearia clutiifolia Blume
- Casearia combaymensis Tul.
- Casearia commersoniana Cambess.
- Casearia comocladifolia Vent.
- Casearia condorensis Pierre ex Gagnep.
- Casearia congensis Gilg
- Casearia coriacea Vent.
- Casearia coriifolia Lescot & Sleumer
- Casearia coronata Standl. & L.O.Williams
- Casearia corymbosa Kunth
- Casearia costulata Jessup
- Casearia crassinervis Urb.
- Casearia crassipes A.C.Sm.
- Casearia cuspidata Blume
- Casearia dallachyi F.Muell.
- Casearia decandra Jacq.
- Casearia deplanchei Sleumer
- Casearia dinklagei Gilg
- Casearia disticha (J.R.Forst. & G.Forst.) A.Gray
- Casearia duckeana Sleumer
- Casearia eichleriana Sleumer
- Casearia elegans Standl.
- Casearia elliptifolia Merr.
- Casearia emarginata C.Wright ex Griseb.
- Casearia engleri Gilg
- Casearia erythrocarpa Sleumer
- Casearia esculenta Roxb.
- Casearia euphlebia Merr.
- Casearia fasciculata (Ruiz & Pav.) Sleumer
- Casearia fissistipula A.C.Sm.
- Casearia flavovirens Blume
- Casearia flexicaulis K.Schum.
- Casearia flexula Ridl.
- Casearia flexuosa Craib
- Casearia fuliginosa (Blanco) Blanco
- Casearia gigantifolia Slooten
- Casearia glabra Roxb.
- Casearia gladiiformis Mast.
- Casearia globifera Gilg
- Casearia glomerata Roxb.
- Casearia gossypiosperma Briq.
- Casearia grandiflora Cambess.
- Casearia graveolens Dalzell
- Casearia grayi Jessup
- Casearia grewiifolia Vent.
- Casearia guevarana Cast.-Campos & M.E.Medina
- Casearia guianensis (Aubl.) Urb.
- Casearia guineensis G.Don
- Casearia halmaherensis Slooten
- Casearia harmandiana Pierre ex Gagnep.
- Casearia hirsuta Sw.
- Casearia hirtella Hosok.
- Casearia hosei Merr.
- Casearia ilicifolia Vent.
- Casearia impressinervia Merr.
- Casearia impunctata Hook. & Arn.
- Casearia inaequalis Hutch. & Dalziel
- Casearia itzana Lundell
- Casearia javitensis Kunth
- Casearia kaalaensis Lescot & Sleumer
- Casearia kostermansii Sleumer
- Casearia kurzii C.B.Clarke
- Casearia lasiophylla Eichler
- Casearia ledermannii Gilg
- Casearia lifuana Däniker
- Casearia lobbiana Turcz.
- Casearia loheri Merr.
- Casearia longifolia A.C.Sm.
- Casearia lopeziana Sleumer
- Casearia luetzelburgii Sleumer
- Casearia macrantha Gilg
- Casearia macrocarpa C.B.Clarke
- Casearia manausensis Sleumer
- Casearia mannii Mast.
- Casearia mariquilensis Kunth[a]
- Casearia mauritiana Bosser
- Casearia megacarpa Cuatrec.
- Casearia megalophylla Gilg
- Casearia melliodora Eichler
- Casearia membranacea Hance
- Casearia merrillii Hayata
- Casearia mestrensis Sleumer
- Casearia mexiae Sandwith
- Casearia michelsonii Breteler
- Casearia microcarpa Sleumer
- Casearia mindanaensis Merr.
- Casearia minutiflora Ridl.
- Casearia moaensis Vict.
- Casearia mollis Kunth
- Casearia monticola Sleumer
- Casearia multinervosa C.T.White & Sleumer
- Casearia myrsinoides Sleumer
- Casearia neblinae Sleumer
- Casearia negrensis Eichler
- Casearia nigrescens Tul.
- Casearia nigricans Sleumer
- Casearia nigricolor Sleumer
- Casearia nitida Jacq.
- Casearia novoguineensis Valeton
- Casearia obliqua Spreng.
- Casearia oblongifolia Cambess.
- Casearia obovalis Poepp. ex Griseb.
- Casearia olivacea Sleumer
- Casearia ophiticola Vict.
- Casearia oreogenes Sleumer
- Casearia ovata (Lam.) Willd.
- Casearia pachyphylla Gilg
- Casearia pallida Craib
- Casearia papuana Sleumer
- Casearia paranaensis Sleumer
- Casearia parhamii A.C.Sm.
- Casearia pauciflora Cambess.
- Casearia petelotii Merr.
- Casearia phanerophlebia Merr.
- Casearia philippinensis Merr.
- Casearia pitumba Sleumer
- Casearia praecox Griseb.
- Casearia prismatocarpa Mast.
- Casearia procera A.C.Sm.
- Casearia prunifolia Kunth
- Casearia pseudoglomerata Sleumer
- Casearia pseudophiticola J.E.Gut.
- Casearia puberula Guillaumin
- Casearia pubipes A.C.Sm.
- Casearia quinduensis Tul.
- Casearia resinifera Spruce ex Eichler
- Casearia rhynchophylla Gilg
- Casearia richii A.Gray
- Casearia rinorcoides Sleumer
- Casearia ripicola Sleumer
- Casearia rubescens Dalzell
- Casearia rufescens Cambess.
- Casearia rugulosa Blume
- Casearia runssorica Gilg
- Casearia rupestris Eichler
- Casearia rusbyana Briq.
- Casearia samoensis Whistler
- Casearia sanchezii J.Linares & Angulo
- Casearia schlechteri Gilg
- Casearia selloana Eichler
- Casearia sessiliflora Cambess.
- Casearia spinescens (Sw.) Griseb.
- Casearia spruceana Benth. ex Eichler
- Casearia standleyana Sleumer
- Casearia stapfiana Ridl.
- Casearia stenophylla A.C.Sm.
- Casearia stipitata Mast.
- Casearia subrhombea Hance
- Casearia sylvestris Sw.
- Casearia tacanensis Lundell
- Casearia tachirensis Steyerm.
- Casearia tardieuae Lescot & Sleumer
- Casearia tenuipilosa Sleumer
- Casearia thonneri De Wild.
- Casearia thwaitesii Briq.
- Casearia tinifolia Vent.
- Casearia tomentosa Roxb.
- Casearia tremula (Griseb.) Griseb. ex C.Wright
- Casearia trivalvis (Blanco) Merr.
- Casearia tuberculata Blume
- Casearia uleana Sleumer
- Casearia ulmifolia Vahl ex Vent.
- Casearia urophylla Gilg
- Casearia vareca Roxb.
- Casearia velutina Blume
- Casearia velutinosa Ridl.
- Casearia villilimba Merr.
- Casearia virescens Pierre ex Gagnep.
- Casearia williamsiana Sleumer
- Casearia wynadensis Bedd.
- Casearia yatesii Sleumer
- Casearia yunnanensis F.C.How & W.C.Ko
- Casearia zahlbruckneri Szyszył.
- Casearia zizyphoides Kunth